# Nabój 5,45 × 18 mm PSM
5,45 × 18 mm PSM – radziecki nabój pistoletowy skonstruowany przez A. D. Denisową na początku lat siedemdziesiątych. Został skonstruowany specjalnie dla pistoletu PSM. Pocisk pełnopłaszczowy z rdzeniem ołowianym o energii podobnej do pocisku z naboju .22LR.